# Saint-Pierre-d'Allevard
Saint-Pierre-d'Allevard là một xã của tỉnh Isère, thuộc vùng Auvergne-Rhône-Alpes, đông nam nước Pháp.